# Berliner Adreßbuch
Das Berliner Adreßbuch war ein regelmäßig erscheinendes Verzeichnis in Berlin von 1704 bis 1970. Es enthielt Angaben zu Einwohnern, Unternehmen, Institutionen und Behörden der Stadt. Es ist eine wichtige Quelle zur Erforschung der Berliner Stadtgeschichte.

## Bezeichnungen
- Adres-Calender der Königlich Preußischen Haupt- und Residenz-Städte Berlin und Potsdam, besonders der daselbst befindlichen hohen und niederen Collegien, Instanzien und Expeditionen, 1704
- Anschauliche Tabellen von der gesammten Residenz-Stadt Berlin, 1799
- Neue anschauliche Tabellen von der gesammten Residenz-Stadt Berlin, 1801
- Allgemeiner Straßen- und Wohnungs-Anzeiger für die Residenzstadt Berlin, 1812
- Allgemeiner Namens- und Wohnungsanzeiger von den Staatsbeamten, Gelehrten, Künstlern, Kaufleuten, Fabrikanten (…), 1818/1819
- Allgemeines Adreßbuch für Berlin, 1820
- Haus- und General-Adreßbuch der Königl. Haupt- und Residenzstadt Berlin, 1822
- Allgemeines Adreßbuch für Berlin, 1823
- Allgemeiner Wohnungsanzeiger für Berlin, 1824–1828
- Allgemeiner Wohnungsanzeiger für Berlin und dessen nächste Umgebungen mit Einschluß von Charlottenburg, 1829–1835
- Allgemeiner Wohnungsanzeiger für Berlin, Potsdam und Charlottenburg, 1836
- W. Boike’s allgemeiner Wohnungsanzeiger für Berlin, Charlottenburg und Umgebungen, 1837–1842
- Allgemeiner Wohnungsanzeiger für Berlin, Charlottenburg und Umgebungen, 1843–1851
- Allgemeiner Wohnungs-Anzeiger für Berlin und Umgebungen, 1852–1855
- Allgemeiner Wohnungs-Anzeiger nebst Adreß- und Geschäftshandbuch für Berlin, dessen Umgebungen und Charlottenburg, 1856–1872
- Berliner Adreßbuch, 1873–1896
- Adreßbuch für Berlin und seine Vororte, 1897–1902
- Berliner Adreßbuch, 1903–1943
- Berliner Stadtadreßbuch, 1957–1970

## Geschichte

### 1704–1807
1704 erschien erstmals der Adres-Calender von Unger, der relativ regelmäßig im Abstand einiger Jahre durch das 18. Jahrhundert bis zur Besetzung Preußens 1806 erschien.

### 1799–1943
1799 erschienen die Anschauliche Tabellen von der gesammten Residenz-Stadt Berlin von Karl Neander von Petersheiden. In diesen waren alle Straßen mit Eigentümern und Hauptmietern grafisch dargestellt, dazu einige Behörden.
1812 wurde dies durch Salomo Sachs als Allgemeiner Straßen- und Wohnungsanzeiger für die Residenzstadt Berlin weitergeführt. Ab 1822 gab es jährlich neue Adressbücher durch Boike und  Winkler als Allgemeiner Wohnungsanzeiger für Berlin, Charlottenburg und Umgebungen.
Ende September 1902 erschien in der Vossischen Zeitung eine Bekanntmachung der „Redaction“, wonach die Hauseigentümer Hauslisten erhalten hatten, in die die Haushaltsvorstände ihre Angaben für das nächste „Adreßbuch“ 1903 sorgfältig eintragen sollten.
Im Adressbuch für 1935 wird dafür geworben, stets die aktuelle Ausgabe zu verwenden (und zu erwerben). Begründet wird dies mit dem „ungewöhnlich großen Umfang der Adressenänderungen“. So wird ausgeführt, dass „bei Erscheinen der vorliegenden Ausgabe bereits etwa 29 % der Adressen des Jahrgangs 1934, dagegen schon 51 % der im Jahrgang 1933 enthaltenen Anschriften und sogar 66% der Adressen des vereinzelt noch anzutreffenden Jahrgangs 1932 überholt, also unbrauchbar waren.“ 1943 erschien die vorerst letzte Ausgabe.

### 1946–1970
1946 gab es wieder ein Adressbuch für Groß-Berlin. In den folgenden Jahren erschienen Branchenbücher nur mit Geschäftsadressen, sowie Telefonbücher.
Seit 1957 gab es ein Berliner Stadtadressbuch für West-Berlin. Dieses erschien letztmals 1970.

## Inhalt
In den Adressbüchern sind alphabetische Namensverzeichnisse, Straßenverzeichnisse, Behördenadressen und weitere Informationen angegeben.

### Namensverzeichnis
In jedem Band (seit etwa 1820) gibt es ein alphabetisches Namensverzeichnis, in das alle gemeldeten Hauptmieter („Haushaltsvorstände“) und Eigentümer eingetragen sind. Darin sind auch alle Unternehmen mit ihren offiziellen Bezeichnungen enthalten. Außerdem sind vorhandene Telefonnummern aufgeführt.

### Straßenverzeichnis
Außerdem gibt es in jeder Ausgabe ein Verzeichnis der Straßen mit ihren Häusern und Bewohnern. Dazu ist meist ein schematischer Plan mit den Hausnummern angegeben.
Die Straßenverzeichnisse befinden sich meist im IV. Teil.

### Behördenverzeichnis
Dazu gibt es ein Verzeichnis von Behörden, Institutionen, Schulen, Kirchen, Theatern usw., jeweils geordnet nach Sachgruppen. Dieses befindet sich meist im II. oder III. Teil.

### Branchenverzeichnis
In den meisten Ausgaben gibt es ein Branchenverzeichnis, in das alle Unternehmen (geordnet nach Branchen) angegeben sind. Dieses befindet sich meist im II. oder III. Teil.

### Vororte
Bis etwa 1921 gab es ein gesondertes Verzeichnis der Orte, die damals außerhalb Alt-Berlins lagen, wie Charlottenburg, Wilmersdorf usw., in frühen Ausgaben auch Potsdam. Die Bewohner dieser Orte sind bis etwa 1905 nur in diesen Teilen enthalten (nicht im Hauptverzeichnis!). Meist als V. Teil.

### Beispiel 1935
Der Aufbau des Berliner Adreßbuchs von 1935:
Erster Band
- Teil I Namen: Einwohner und Firmen geordnet nach Namen, mit Adresse und Telefonnummer

Zweiter Band
- Teil II Branchen: Firmen nach Branchen geordnet, mit Adresse des Hauptsitzes und Telefonnummer
- Teil III Behörden: Behörden, Kirchen, Schulen und öffentliche Einrichtungen, mit Adresse und Telefonnummer

Dritter Band
- Teil IV Straßen: Einwohner und Firmen geordnet nach Straßen und Hausnummern, mit Namen des Haushaltsvorstandes, Beruf und Telefonanschluss.

### Extra Bezirksausgaben
1935 gab es gesonderte Ausgaben für einige Berliner Bezirke, in denen ein Straßenverzeichnis und ein Branchenverzeichnis, nicht jedoch ein alphabetisches Namensverzeichnis enthalten waren.

### Herausgeber
- 1812 Julius Eduard Hitzig.
- 1896–1943 Adreßbuchverlag August Scherl, Deutsche Adreßbuch-Gesellschaft mbH, Leipziger Straße 76, Berlin SW 19
- 1957–1970 Adressbuch-Gesellschaft Berlin

## Digitalisate
Alle Ausgaben des Berliner Adreßbuchs stehen im Online-Angebot der Zentral- und Landesbibliothek Berlin kostenfrei zur Verfügung. (Sie wurden von 2002 bis 2018 seitenweise gescannt.)
- Berliner Adressbücher 1799–1970 ZLB